# 曲裾

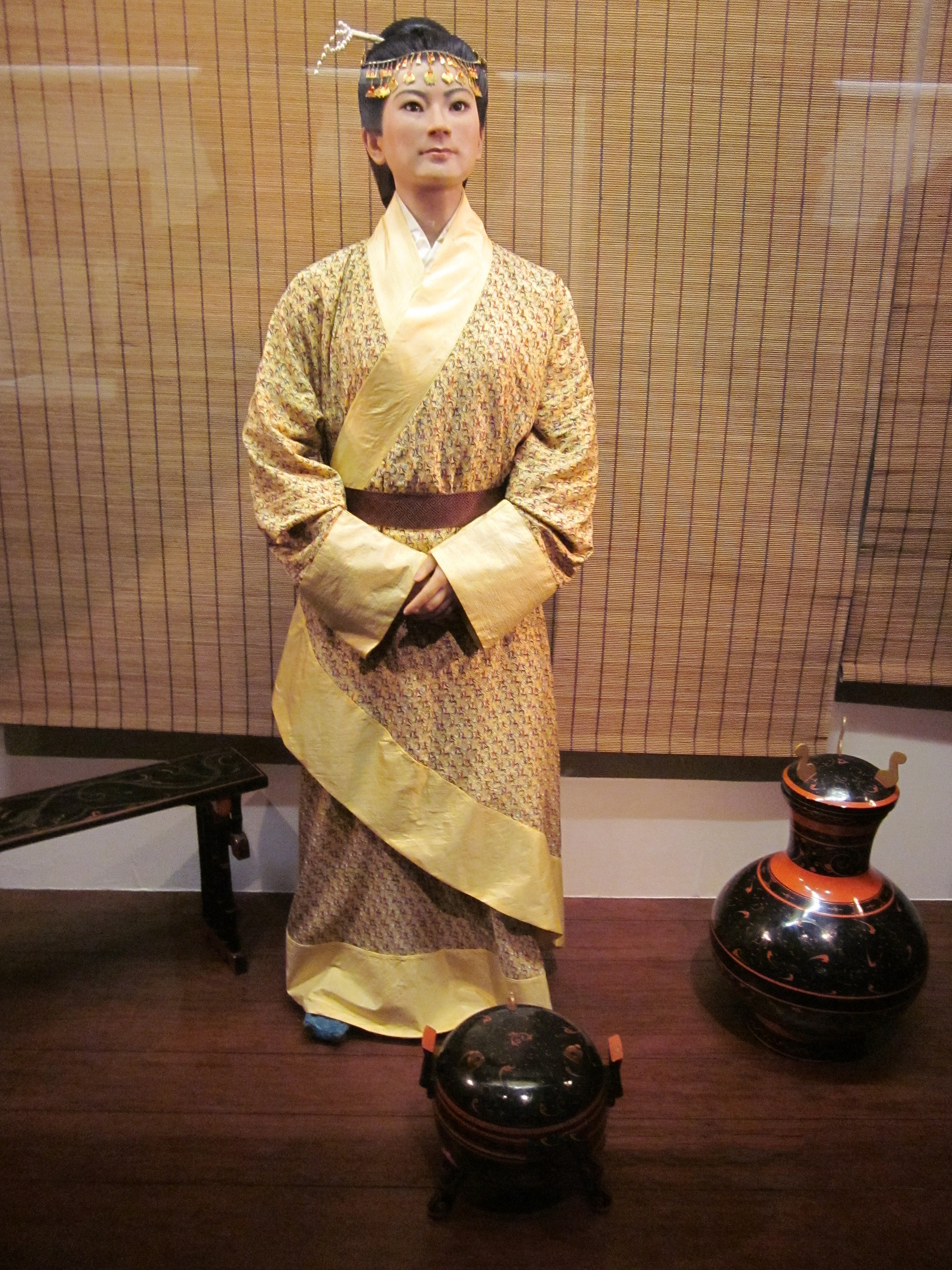
曲裾

曲裾，全稱曲裾袍，原稱繞襟袍。由於屬於上下分裁式，類似深衣，故又稱曲裾深衣、繞襟深衣。曲裾袍右片衣襟接长，加长后的衣襟形成三角，经过背後，沒有縫在衣上的繫帶，以腰带繫住三角衽片的末梢來固定。这一状况可能就是古籍资料提到的「续衽钩边」。「衽」是衣襟。「续衽」是将衣襟接长。「钩边」是形容绕襟的样式。流行於先秦至漢代。

## 歷史
曲裾出现可能与漢族衣冠最初没有连裆的罩裤有关，下摆有了这样几重保护就合符礼儀，因此，曲裾深衣在未流行合襠袴的先秦至西汉较为流行。开始男女均可穿著。後來男子曲裾愈來愈少，曲裾作为女子衣装保留的时间相对长。曲裾袍衣長曳地，行不露足，具有含蓄、儒雅的特徵。
湖南长沙马王堆一号汉墓出土的帛画中，妇女於脑后挽髻，鬓间插有首饰，老妇发上还明显地插有珠玉步摇。每人所穿的服装，尽管质地、颜色不一，但基本样式相同，都是宽袖紧身的绕襟深衣。衣服几经转折，绕至臀部，然后用绸带系束。老妇穿的服装，还绘有精美华丽的纹样，具有浓郁的时代特色。另外出土單繞曲裾實物。
從西安、徐州等地出土陶俑服饰可知，西汉曲裾通身紧窄，长可曳地，下摆一般呈喇叭状，行不露足。衣袖有宽窄两式，袖口大多镶边。衣领部分很有特色，通常用交领，领口很低，以便露出里衣。如穿几件衣服，每层领子必露于外，最多的达三层以上，現代稱之為“三重衣”。
东汉中后期至魏晋，女子深衣式微，襦裙成為女服主流，曲裾深衣自然也差不多销声匿迹。

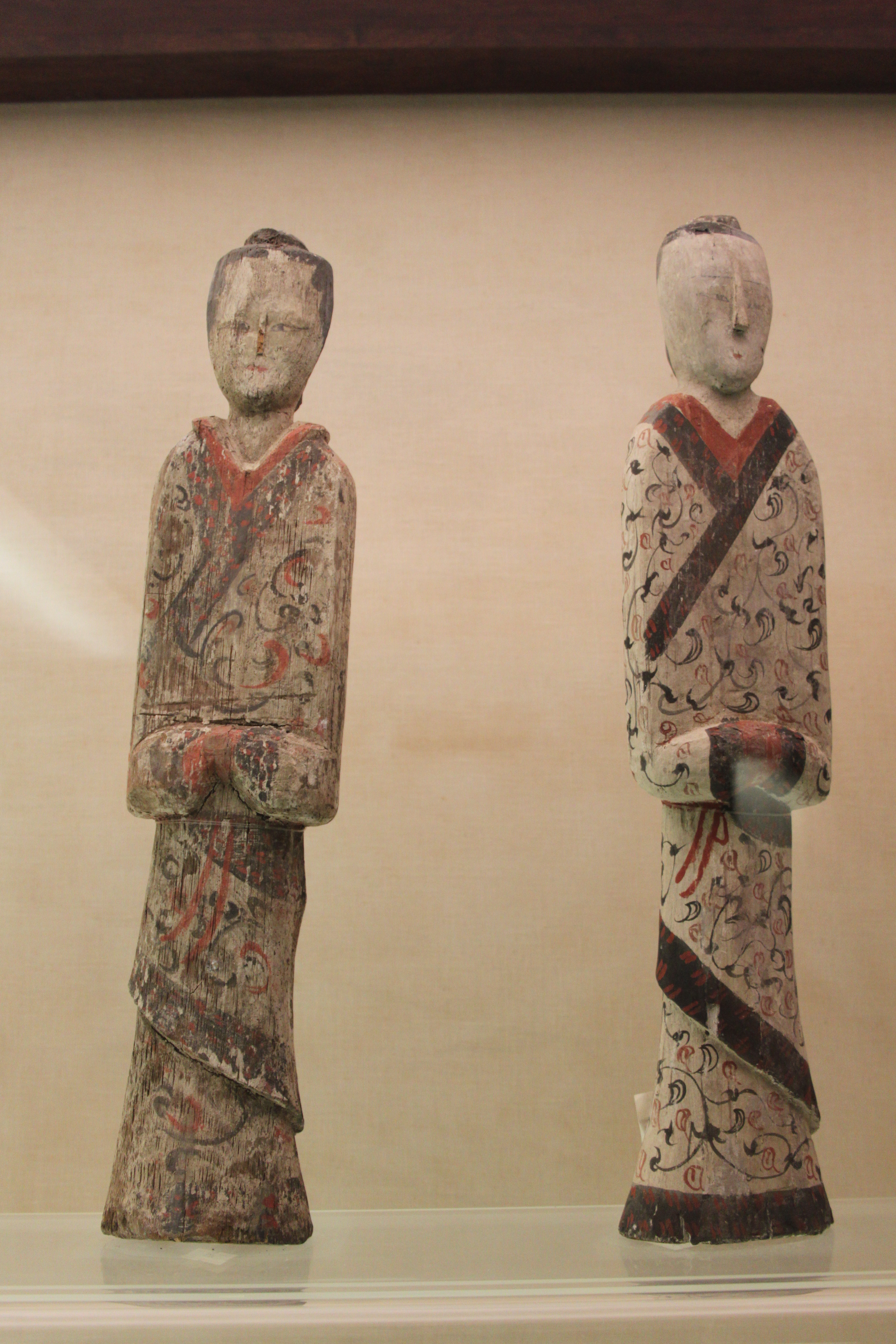
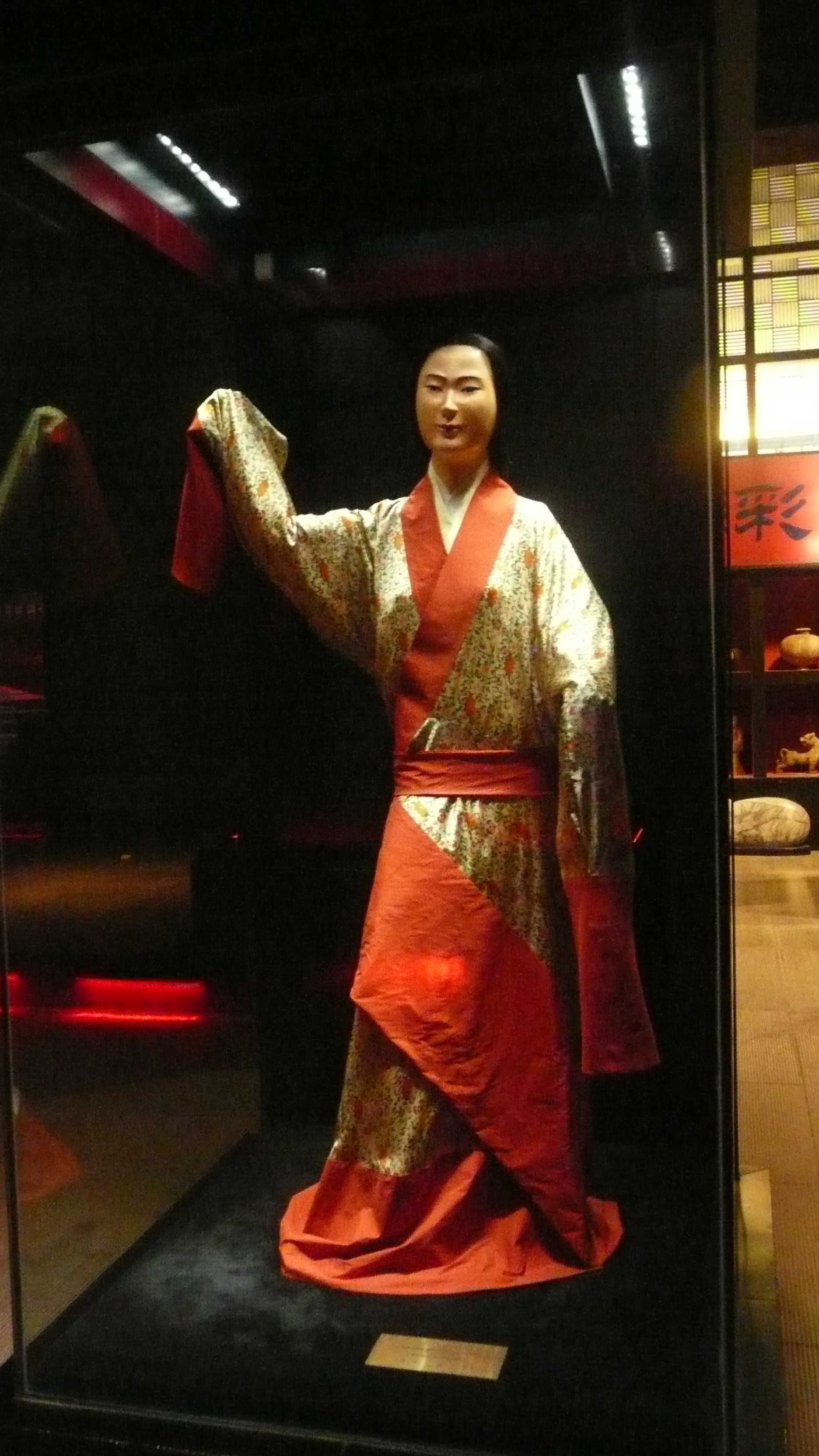